# 山本洋子 (アナウンサー)
山本 洋子（やまもと ようこ、1966年7月12日 - ）は、フリーアナウンサー。元岡山放送のアナウンサー。既婚。A型。

## 来歴
兵庫県神戸市出身。大阪音楽大学卒業。
1991年、岡山放送 (OHK) 入社。

## 人物
小・中学生の時は、石川ひとみの「まちぶせ」を歌っていた。
綾部祐二の大ファン。

## 現在の担当番組
- あいらブランチ
- 山本洋子のおかやま市民スクエア

## 現在の出演中のコマーシャルなど
- OHKのマスコットキャラクターのOH!くん出演のOHK作成コマーシャルでOH!くんの相方として出演。
- 軽自動車専門中古車販売店ハヤシ（HAYASHI）のテレビコマーシャルと新聞内印刷広告や折り込みチラシに出演。（テレビコマーシャルはOHK以外の4局で流れる場合は別の女性に変えている）